# Olympische Geschichte Montenegros
| Gelbes Symbol für Goldmedaillen mit stilisierten Olympischen Ringen | Graues Symbol für Silbermedaillen mit stilisierten Olympischen Ringen | Braundes Symbol für Bronzemedaillen mit stilisierten Olympischen Ringen |
| ------------------------------------------------------------------- | --------------------------------------------------------------------- | ----------------------------------------------------------------------- |
| —                                                                   | 1                                                                     | —                                                                       |

Montenegro, dessen NOK, das Crnogorski olimpijski komitet, 2006 gegründet und 2007 vom IOC anerkannt wurde, nimmt seit 2008 an Olympischen Sommerspielen und seit 2010 an Olympischen Winterspielen teil.
Bevor Montenegro unabhängig wurde, nahmen Sportler des Landes bis 1992 in der Mannschaft Jugoslawiens an Olympischen Spielen teil, danach als Serbien und Montenegro und ab 2008 dann als eigene Mannschaft.

## Allgemeine Übersicht

### Sommerspiele
Die erste Olympiamannschaft Montenegros bestand 2008 aus 19 Athleten, die in den Sportarten Leichtathletik, Boxen, Judo, Schießen, Schwimmen und Wasserball antraten.
Die Wasserballmannschaft der Herren wurde 2008, 2012 und 2016 drei Mal in Folge vierter. Dabei unterlag die montenegrinische Auswahl jeweils im Spiel um Platz 3, 4:6 gegen Serbien, 11:12 gegen Serbien und 10:12 gegen Italien.
2012 konnte die erste olympische Medaille gewonnen werden. Die Frauen-Handballmannschaft gewann die Silbermedaille. Es war bis einschließlich 2021 die einzige olympische Medaille Montenegros.

### Winterspiele
2010 nahm Montenegro erstmals an Winterspielen teil. Seitdem haben montenegrinische Athleten ausschließlich im alpinen Skirennsport und am Skilanglauf teilgenommen.

## Übersicht der Teilnahmen

### Sommerspiele
|           | Athleten                                           | Athleten                                           | Athleten                                           | Sportarten                                         | Sportarten                                         | Sportarten                                         | Sportarten                                         | Sportarten                                         | Sportarten                                         | Sportarten                                         | Sportarten                                         | Sportarten                                         | Sportarten                                         | Medaillen | Medaillen | Medaillen | Medaillen          | Medaillen |
| Jahr      | ∑                                                  |                                                    |                                                    |                                                    |                                                    |                                                    |                                                    |                                                    |                                                    |                                                    |                                                    |                                                    |                                                    |           |           |           | Medaillen – Gesamt | Rang      |
| --------- | -------------------------------------------------- | -------------------------------------------------- | -------------------------------------------------- | -------------------------------------------------- | -------------------------------------------------- | -------------------------------------------------- | -------------------------------------------------- | -------------------------------------------------- | -------------------------------------------------- | -------------------------------------------------- | -------------------------------------------------- | -------------------------------------------------- | -------------------------------------------------- | --------- | --------- | --------- | ------------------ | --------- |
| 1920–1988 | Teilnahme in der jugoslawischen Mannschaft         | Teilnahme in der jugoslawischen Mannschaft         | Teilnahme in der jugoslawischen Mannschaft         | Teilnahme in der jugoslawischen Mannschaft         | Teilnahme in der jugoslawischen Mannschaft         | Teilnahme in der jugoslawischen Mannschaft         | Teilnahme in der jugoslawischen Mannschaft         | Teilnahme in der jugoslawischen Mannschaft         | Teilnahme in der jugoslawischen Mannschaft         | Teilnahme in der jugoslawischen Mannschaft         | Teilnahme in der jugoslawischen Mannschaft         | Teilnahme in der jugoslawischen Mannschaft         | Teilnahme in der jugoslawischen Mannschaft         |           |           |           |                    |           |
| 1992      | Teilnahme als unabhängige Teilnehmer               | Teilnahme als unabhängige Teilnehmer               | Teilnahme als unabhängige Teilnehmer               | Teilnahme als unabhängige Teilnehmer               | Teilnahme als unabhängige Teilnehmer               | Teilnahme als unabhängige Teilnehmer               | Teilnahme als unabhängige Teilnehmer               | Teilnahme als unabhängige Teilnehmer               | Teilnahme als unabhängige Teilnehmer               | Teilnahme als unabhängige Teilnehmer               | Teilnahme als unabhängige Teilnehmer               | Teilnahme als unabhängige Teilnehmer               | Teilnahme als unabhängige Teilnehmer               |           |           |           |                    |           |
| 1996–2004 | Teilnahme in der Mannschaft Serbien und Montenegro | Teilnahme in der Mannschaft Serbien und Montenegro | Teilnahme in der Mannschaft Serbien und Montenegro | Teilnahme in der Mannschaft Serbien und Montenegro | Teilnahme in der Mannschaft Serbien und Montenegro | Teilnahme in der Mannschaft Serbien und Montenegro | Teilnahme in der Mannschaft Serbien und Montenegro | Teilnahme in der Mannschaft Serbien und Montenegro | Teilnahme in der Mannschaft Serbien und Montenegro | Teilnahme in der Mannschaft Serbien und Montenegro | Teilnahme in der Mannschaft Serbien und Montenegro | Teilnahme in der Mannschaft Serbien und Montenegro | Teilnahme in der Mannschaft Serbien und Montenegro |           |           |           |                    |           |
| 2008      | 19                                                 | 17                                                 | 2                                                  | 1                                                  |                                                    | 1                                                  | 1                                                  | 2                                                  | 1                                                  | 1                                                  |                                                    |                                                    | 13                                                 |           |           |           |                    |           |
| 2012      | 33                                                 | 18                                                 | 15                                                 | 1                                                  | 14                                                 | 1                                                  |                                                    | 2                                                  | 1                                                  | 2                                                  |                                                    |                                                    | 13                                                 |           | 1         |           | 1                  | 69        |
| 2016      | 35                                                 | 17                                                 | 18                                                 |                                                    | 15                                                 | 1                                                  |                                                    | 2                                                  |                                                    | 2                                                  | 1                                                  | 1                                                  | 13                                                 |           |           |           |                    |           |
| 2020      | 34                                                 | 16                                                 | 18                                                 |                                                    | 14                                                 | 1                                                  |                                                    | 2                                                  | 1                                                  | 2                                                  | 1                                                  |                                                    | 13                                                 |           |           |           |                    |           |
| 2024      | 19                                                 | 16                                                 | 3                                                  | 1                                                  |                                                    |                                                    |                                                    | 1                                                  |                                                    | 2                                                  | 1                                                  | 1                                                  | 13                                                 |           |           |           |                    |           |
| Gesamt    | Gesamt                                             | Gesamt                                             | Gesamt                                             | Gesamt                                             | Gesamt                                             | Gesamt                                             | Gesamt                                             | Gesamt                                             | Gesamt                                             | Gesamt                                             | Gesamt                                             | Gesamt                                             | Gesamt                                             | 0         | 0         | 0         |                    |           |

### Winterspiele
|           | Athleten                                           | Athleten                                           | Athleten                                           | Sportarten                                         | Sportarten                                         | Medaillen                                          | Medaillen                                          | Medaillen                                          | Medaillen                                          | Medaillen                                          |
| Jahr      | ∑                                                  |                                                    |                                                    |                                                    |                                                    |                                                    |                                                    |                                                    | Medaillen – Gesamt                                 | Rang                                               |
| --------- | -------------------------------------------------- | -------------------------------------------------- | -------------------------------------------------- | -------------------------------------------------- | -------------------------------------------------- | -------------------------------------------------- | -------------------------------------------------- | -------------------------------------------------- | -------------------------------------------------- | -------------------------------------------------- |
| 1924–1992 | Teilnahme in der jugoslawischen Mannschaft         | Teilnahme in der jugoslawischen Mannschaft         | Teilnahme in der jugoslawischen Mannschaft         | Teilnahme in der jugoslawischen Mannschaft         | Teilnahme in der jugoslawischen Mannschaft         | Teilnahme in der jugoslawischen Mannschaft         | Teilnahme in der jugoslawischen Mannschaft         | Teilnahme in der jugoslawischen Mannschaft         | Teilnahme in der jugoslawischen Mannschaft         | Teilnahme in der jugoslawischen Mannschaft         |
| 1994–2006 | Teilnahme in der Mannschaft Serbien und Montenegro | Teilnahme in der Mannschaft Serbien und Montenegro | Teilnahme in der Mannschaft Serbien und Montenegro | Teilnahme in der Mannschaft Serbien und Montenegro | Teilnahme in der Mannschaft Serbien und Montenegro | Teilnahme in der Mannschaft Serbien und Montenegro | Teilnahme in der Mannschaft Serbien und Montenegro | Teilnahme in der Mannschaft Serbien und Montenegro | Teilnahme in der Mannschaft Serbien und Montenegro | Teilnahme in der Mannschaft Serbien und Montenegro |
| 2010      | 1                                                  | 1                                                  | 0                                                  | 1                                                  |                                                    |                                                    |                                                    |                                                    |                                                    |                                                    |
| 2014      | 2                                                  | 1                                                  | 1                                                  | 2                                                  |                                                    |                                                    |                                                    |                                                    |                                                    |                                                    |
| 2018      | 3                                                  | 2                                                  | 1                                                  | 2                                                  | 1                                                  |                                                    |                                                    |                                                    |                                                    |                                                    |
| 2022      | 3                                                  | 2                                                  | 1                                                  | 2                                                  | 1                                                  |                                                    |                                                    |                                                    |                                                    |                                                    |
| Gesamt    |                                                    |                                                    |                                                    |                                                    |                                                    |                                                    |                                                    |                                                    |                                                    |                                                    |

## Liste der Medaillengewinner

### Goldmedaillen
Bislang (Stand 2024) keine Goldmedaillen

### Silbermedaillen
| Name               | Spiele      | Sportart | Disziplin |
| ------------------ | ----------- | -------- | --------- |
| Nationalmannschaft | 2012 London | Handball | Frauen    |

### Bronzemedaillen
Bislang (Stand 2024) keine Bronzemedaillen

## Medaillen nach Sportart
| Sportart | Gold | Silber | Bronze | Gesamt |
| Handball | 0    | 1      | 0      | 1      |
| Gesamt   | 0    | 1      | 0      | 1      |